# مکدونالد کری
ادوارد مکدونالد کری (انگلیسی: Macdonald Carey؛ ۱۵ مارس ۱۹۱۳ – ۲۱ مارس ۱۹۹۴) یک هنرپیشه اهل ایالات متحده آمریکا بود. وی بین سال‌های ۱۹۴۲ تا ۱۹۹۴ میلادی فعالیت می‌کرد.
از فیلم‌ها یا برنامه‌های تلویزیونی که وی در آن نقش داشته است می‌توان به سایه تردید، ژیگولوی آمریکایی اشاره کرد.